# Lontano (Sud Sound System)
Lontano è  il quarto album in studio dei Sud Sound System, pubblicato dall'etichetta V2 il 6 giugno 2003.

## Tracce
1. Le radici ca tieni (Terron Fabio, Don Rico, Nandu Popu, Treble) – 5:23 (Fabio Miglietta, Federico Vaglio, Fernando Blasi, Antonio Petrachi – intro: Alessia Tondo – chitarra: Diego Rizzo, Ramon De Pascalis – riddim: Radici – produzione: Sud Sound System)
2. Vita mia (Papa Gianni) – 4:10 (Pierluigi De Pascali – chitarra: Treble – riddim: Love administrator – produzione: Sud Sound System)
3. Lete ddhra maschera (Terron Fabio, Don Rico, Treble) – 3:51 (Fabio Miglietta, Federico Vaglio, Fernando Blasi, Antonio Petrachi, Pierluigi De Pascali – riddim: Bun mask – produzione: Sud Sound System)
4. Lontano (Nandu Popu) – 3:57 (Fernando Blasi, Pierluigi De Pascali – cdrum: Antonio Fossa – basso: Giovanni Ficupala – chitarra: Treble – Tromba: Cesare Dell'Anna, Giancarlo Dell'Anna – tenor sax: Davide Arena – trombone: Giò De Marco – riddim: Lontano – produzione: Sud Sound System)
5. Notte e giurnu (Treble, Don Rico) – 3:23 (Antonio Petrachi, Marco Losso – riddim: Crazy – produzione: Gramigna)
6. Sempre ui (Don Rico, Terron Fabio, Treble, Nandu Popu) – 3:29 (Fabio Miglietta, Federico Vaglio, Antonio Petrachi, Fernando Blasi – riddim: Bruciali – produzione: Sud Sound System)
7. Principe (Marina, Don Rico, Terron Fabio, Papa Leu) – 3:33 (Pierluigi De Pascali, Fabio Miglietta, Federico Vaglio – riddim: Principessa – produzione: Sud Sound System)
8. Trenu (Don Rico, Terron Fabio, Nandu Popu, Treble) – 3:55 (Fabio Miglietta, Federico Vaglio, Fernando Blasi, Antonio Petrachi – riddim: Littorina – produzione: Sud Sound System)
9. Nuh se po proibire (Don Rico) – 2:48 (Fabio Miglietta, Federico Vaglio – riddim: Bottariesta – produzione: Sud Sound System)
10. La gente povera (Treble) – 4:08 (Antonio Petrachi, Pierluigi De Pascali – drum: Antonio Fossa – bass: Giovanni Ficupala – chitarra: Treble – tromba: Cesare Dell'Anna, Giancarlo Dell'Anna – tenor sax: Davide Arena – trombone: Giò De Marco – riddim: Dub Wise – produzione: Sud Sound System)
11. N'aura cruciata (Don Rico, Terron Fabio, Treble) – 3:49 (Fabio Miglietta, Federico Vaglio, Antonio Petrachi – riddim: Serious time – produzione: Sud Sound System)
12. Ene moi (Terron Fabio, Don Rico, Treble, Nandu Popu) – 3:16 (Fabio Miglietta, Federico Vaglio, Antonio Petrachi, Fernando Blasi, Ingo Rheinbay, Paul Henton – riddim: Celebrate by Ingo for Pow Pow – produzione: Germany publishing: Tootone/Arabella/Bmg/One Drop)
13. Lu Salentu brucia (Don Rico) – 3:28 (Fabio Miglietta, Federico Vaglio, Pierluigi De Pascali, Antonio Petrachi – riddim: Orange – produzione: Sud Sound System)
14. Ambizione (Terron Fabio) – 4:23 (Fabio Miglietta – drum: Antonio Fossa – basso: Giovanni Ficupala – chitarra: Treble – riddim: Ambitious – produzione: Sud Sound System)
15. Me basta lu sule (Don Rico, Terron Fabio) – 4:23 (Fabio Miglietta, Federico Vaglio, Fernando Blasi, Pierluigi De Pascali – drum: Antonio Fossa – basso: Giovanni Ficupala – chitarra: Treble – riddim: Me basta lu sule – produzione: Sud Sound System)